# The Power of Love (film 1912)
The Power of Love è un cortometraggio muto del 1912 diretto da Allan Dwan.

## Produzione
Il film fu prodotto dalla Flying A (American Film Manufacturing Company).

## Distribuzione
Distribuito dalla Film Supply Company, il film - un cortometraggio in una bobina - uscì nelle sale cinematografiche USA il 19 dicembre 1912. Nelle sale britanniche, venne distribuito il 15 febbraio 1913.